# Suflu cardiac sistolic

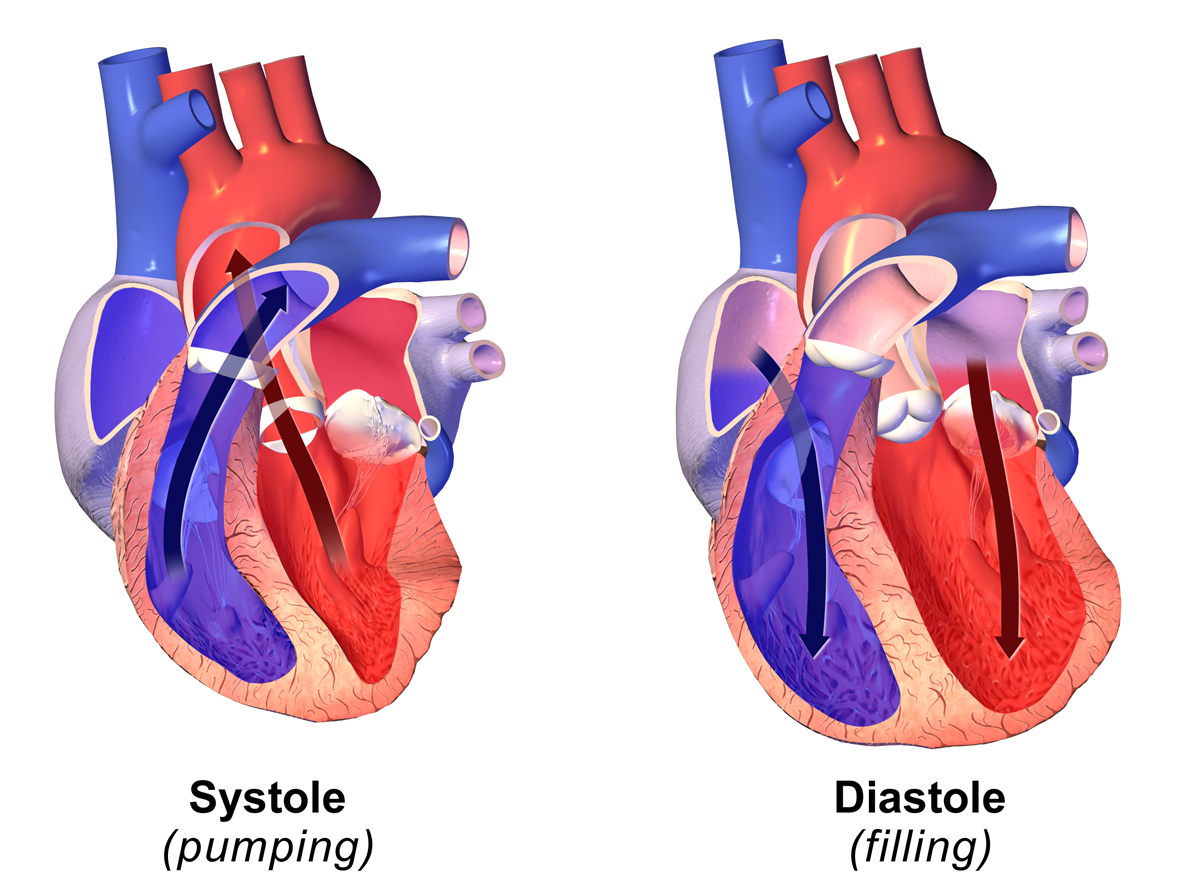
Diagramă reprezentând fenomenele de sistolă ventriculară (stânga) și respectiv diastolă ventriculară (dreapta). Suflurile cardiace sistolice apar datorită turbulențelor apărute prin afectarea fluxului sistolic reprezentat în imaginea stângă.

Suflul cardiac sistolic nu este o afecțiune, ci un semn clinic pus în evidență în urma auscultației cordului. Se prezintă ca un sunet anormal, perceput la auscultația inimii, cu stetoscopul, produs între zgomotele normale ale inimii (sistola cardiacă). El poate fi descris prin mai multe caracteristici, precum durata, sediul, iradierea, tonalitatea, dar cea mai importantă dintre toate este intensitatea lui.
Suflul sistolic poate fi prezent de la naștere sau poate apărea pe parcursul vieții, odată cu debutul unei boli cardiace dobândite, cum ar fi bolile valvulare.

Suflurile cardiace sistolice apar ca urmare a turbulenței crescute asociată cu:
- flux mărit sau accelerat printr-o valvă semilunară normală sau într-un vas mare dilatat;
- flux printr-o valvă semilunară cu structură anormală sau printr-un traiect ventricular îngustat;
- flux printr-o valvă atrioventriculară incompetentă;
- flux prin septul interventricular.